# Joel Fluellen
Joel Fluellen est un acteur américain, né le 1er décembre 1907 à Monroe (Louisiane), mort le 2 février 1990 à Los Angeles (Californie).

## Biographie
Au cinéma, Joel Fluellen débute comme figurant dans un film de 1937. Suivent soixante-et-onze autres films américains (comme second rôle de caractère ou dans des petits rôles non-crédités), le dernier étant un court métrage sorti en 1986.
Son premier rôle notable est celui de Matthew « Mack » Robinson dans The Jackie Robinson Story d'Alfred E. Green (1950, avec Jackie Robinson dans son propre rôle et Ruby Dee). Ultérieurement, citons La Loi du Seigneur de William Wyler (1956, avec Gary Cooper et Dorothy McGuire), Porgy and Bess d'Otto Preminger (1959, avec Sidney Poitier et Dorothy Dandridge dans les rôles-titre), Un raisin au soleil de Daniel Petrie (1961, avec Sidney Poitier, Claudia McNeil et Ruby Dee), La Poursuite impitoyable d'Arthur Penn (1966, avec Marlon Brando, Jane Fonda et Robert Redford), L'Insurgé de Martin Ritt (1970, avec James Earl Jones et Jane Alexander), ou encore L'Île du maître de Jack Gold (coproduction américano-britannique, 1975, avec Peter O'Toole et Richard Roundtree).
Son ultime long métrage est le western Les Joyeux Débuts de Butch Cassidy et le Kid de Richard Lester (avec William Katt et Tom Berenger), sorti en 1979.
Pour la télévision, à partir de 1953, il contribue à quarante-six séries américaines, dont Les Mystères de l'Ouest (un épisode, 1965), Les Envahisseurs (deux épisodes, 1967-1968) et Columbo (un épisode, 1971).
S'y ajoutent cinq téléfilms disséminés de 1971 à 1982, dont The Autobiography of Miss Jane Pittman de John Korty (1974, avec Cicely Tyson et Michael Murphy).
Son ultime prestation au petit écran est dans un épisode, diffusé en 1986, de la série Capitaine Furillo. Quatre ans après (en 1990), gravement malade, il se suicide par balle (à 82 ans).

## Filmographie partielle

### Cinéma
- 1938 : Spirit of Youth d'Harry L. Fraser : un employé de cuisine
- 1941 : La Belle Ensorceleuse (The Flame of New Orleans) de René Clair : un serviteur
- 1943 : Un petit coin aux cieux (Cabin in the Sky) de Vincente Minnelli et Busby Berkeley : M. Kelso / un partenaire de Jim Henry au paradis
- 1943 : Mademoiselle ma femme (I Dood It) de Vincente Minnelli : un partenaire d'Hazel Scott
- 1946 : Sans réserve (Without Reservations) de Mervyn LeRoy : un serveur
- 1948 : Ma femme et ses enfants (Family Honeymoon) de Claude Binyon : un serveur
- 1948 : L'Enfer de la corruption (Force of Evil) d'Abraham Polonsky : un père
- 1949 : Monsieur Joe (Mighty Joe Young) d'Ernest B. Schoedsack : un indigène
- 1949 : La Corde de sable (Rope of Sand) de William Dieterle : un indigène
- 1950 : La Fille des boucaniers (Buccaneer's Girl) de Frederick De Cordova : un homme sur la place du marché
- 1950 : The Jackie Robinson Story d'Alfred E. Green : Matthew « Mack » Robinson
- 1950 : L'Étranger dans la cité (Walk Softly, Stranger) de Robert Stevenson : un fleuriste
- 1951 : La marine est dans le lac (You're in the Army Now) d'Henry Hathaway : un serveur au club des officiers
- 1951 : Fini de rire (His Kind of Woman) de John Farrow et Richard Fleischer : Sam
- 1952 : L'Affaire de Trinidad (Affair in Trinidad) de Vincent Sherman : le pêcheur Jeffrey Mabetes
- 1953 : Le Voleur de minuit (The Moonlighter) de Roy Rowland : un prisonnier en cellule
- 1954 : Sitting Bull de Sidney Salkow : Sam
- 1954 : Les Révoltés de la cellule 11 (Riot in Cell Block 11) de Don Siegel : Al
- 1955 : Une femme en enfer (I'll Cry Tomorrow) de Daniel Mann : un portier
- 1956 : La Loi du Seigneur (Friendly Persuasion) de William Wyler : Enoch
- 1957 : La Cage aux hommes (House of Numbers) de Russell Rouse
- 1958 : L'Odyssée du sous-marin Nerka (Run Silent, Run Deep) de Robert Wise : Bragg
- 1958 : La Vengeance des mutins (The Decks Ran Red) d'Andrew L. Stone : Pete
- 1959 : Mirage de la vie (Imitation of Life) de Douglas Sirk : le pasteur
- 1959 : Porgy and Bess d'Otto Preminger : Robbins
- 1961 : Un raisin au soleil (A Raisin in the Sun) de Daniel Petrie : Bobo
- 1961 : Le Temps du châtiment (The Young Savages) de John Frankenheimer : un employé du tribunal
- 1964 : L'Homme à tout faire (Roustabout) de John Rich : Cody Marsh
- 1964 : La Valse des colts (He Rides Tall) de R. G. Springsteen : Dr Sam
- 1964 : Prête-moi ton mari (Good Neighbor Sam) de David Swift : un juge
- 1966 : La Poursuite impitoyable (The Chase) d'Arthur Penn : Lester Johnson
- 1968 : Pendez-les haut et court (Hang 'Em High) de Ted Post : Williams
- 1968 : Point noir (Uptight) de Jules Dassin : un associé de Kyle
- 1969 : Les Sentiers de la violence (The Learning Tree) de Gordon Parks : Oncle Rob
- 1970 : L'Insurgé (The Great White Hope) de Martin Ritt : Tick
- 1975 : L'Île du maître (Man Friday) de Jack Gold : le médecin
- 1976 : Bingo (The Bingo Long Travelling All-Stars & Motor Kings) de John Badham : M. Holland
- 1978 : Casey's Shadow de Martin Ritt : Jimmy Judson
- 1979 : Les Joyeux Débuts de Butch Cassidy et le Kid (Butch and Sundance : The Early Years) de Richard Lester : Jack

### Télévision
Séries
- 1956 : Badge 714 (Dragnet)
  - Saison 6, épisode 2 The Big Missus
- 1964 : Perry Mason, première série
  - Saison 8, épisode 2 The Case of the Paper Bullets : le barman
- 1965 : Suspicion (The Alfred Hitchcock Hour)
  - Saison 3, épisode 13 Where the Woodbine Twineth d'Alf Kjellin : Jessie
- 1965 : Les Mystères de l'Ouest (The Wild Wild West)
  - Saison 1, épisode 4 La Nuit de la mort subite (The Night of Sudden Death) de William Witney : le chef Vonoma
- 1965 : Les Aventuriers du Far West (Death Valley Days)
  - Saison 14, épisode 7 No Place for a Lady : Arthur
- 1966 : Laredo
  - Saison 1, épisode 17 Above the Law de Richard Benedict : le barbier
- 1966 : Les Espions (I Spy)
  - Saison 1, épisode 22 La Conquête de Maude Murdock (The Conquest of Maude Murdock) de Paul Wendkos : Oba Businga
- 1966 : Sur la piste du crime (The F.B.I.)
  - Saison 1, épisode 28 The Tormentors de Jesse Hibbs : Williams
- 1967 : Cimarron
  - Saison unique, épisode 3 Soir de fête (Broken Wing - un bagagiste du chemin de fer) de Sam Wanamaker et épisode 5 Chasse à l'homme (The Hunter - le barman du club) d'Alvin Ganzer
- 1966-1968 : Le Cheval de fer (Iron Horse)
  - Saison 1, épisode 2 The Dynamite Drive (1966) : Studge
  - Saison 2, épisode 17 Dry Run to Glory (1968) : Miguel
- 1966-1968 : Tarzan
  - Saison 1, épisode 11 The Village of Fire (1966 - Bwanichi) et épisode 17 Track of the Dinosaur (1967 - le chef Quaranga) de Lawrence Dobkin
  - Saison 2, épisode 16 The Creeping Giant (1968) d'Alex Nicol : Lwutumba
- 1968 : La Grande Vallée (The Big Valley)
  - Saison 3, épisode 22 le Fils du shérif (Rimfire) de Charles S. Dubin : le majordome
- 1967-1968 : Les Envahisseurs (The Invaders)
  - Saison 1, épisode 12 Trahison (The Betrayed, 1967) : le majordome Henry
  - Saison 2, épisode 22 L'Étau (The Vise, 1968) de William Hale : Homer Warren
- 1967-1968 : Mannix
  - Saison 1, épisode 6 La Fin d'une aventure (The Cost of a Vacation, 1967 - un témoin) et épisode 22 Réhabilitation (Delayed Action, 1968 - Sam Bailey) de Michael O'Herlihy
- 1968 : La Nouvelle Équipe (The Mod Squad)
  - Saison 1, épisode 8 The Price of Terror d'Earl Bellamy : Boots, le maître de lutte
- 1969 : Daniel Boone
  - Saison 6, épisode 7 The Grand Alliance de Nathan Juran : Joselito
- 1969 : Docteur Marcus Welby (Marcus Welby, M.D.)
  - Saison 1, épisode 11 Let Ernest Come Over de Marc Daniels : Oncle Clem
- 1971 : Columbo, première série
  - Saison 1, épisode 5 Attente (Lady in Waiting) de Norman Lloyd : Charles
- 1976 : Barnaby Jones
  - Saison 5, épisode 8 The Bounty Hunter d'Alf Kjellin : Woody Womble
- 1986 : Capitaine Furillo (Hill Street Blues)
  - Saison 7, épisode 1 Suitcase de Stan Lathan : le grand-père

Téléfilms
- 1971 : The Sheriff de David Lowell Rich : Charley Dobey
- 1973 : A Dream for Christmas de Ralph Senensky : Arthur Rogers
- 1974 : The Autobiography of Miss Jane Pittman de John Korty : Oncle Isom
- 1979 : Freedom Road de Ján Kadár : James Allenby